# Quý Dậu
Quý Dậu (chữ Hán: 癸酉) là kết hợp thứ mười trong hệ thống đánh số Can Chi của người Á Đông. Nó được kết hợp từ thiên can Quý (Thủy âm) và địa chi Dậu (gà). Trong chu kỳ của lịch Trung Quốc, nó xuất hiện trước Giáp Tuất và sau Nhâm Thân.

## Các năm Quý Dậu
Giữa năm 1700 và 2200, những năm sau đây là năm Quý Dậu (lưu ý ngày được đưa ra được tính theo lịch Việt Nam, chưa được sử dụng trước năm 1967):
- 1753
- 1813
- 1873
- 1933 (26 tháng 1, 1933 – 13 tháng 2, 1934)
- 1993 (23 tháng 1, 1993 – 9 tháng 2, 1994)
- 2053 (18 tháng 2, 2053 – 7 tháng 2, 2054)
- 2113
- 2173

## Sự kiện năm Quý Dậu
Năm Quý Dậu 1993, ngày 12 tháng 7, Bộ Chính trị Trung ương Đảng ra nghị quyết về đổi mới và tăng cường công tác vận động phụ nữ. Ngày 26 tháng 7, khai mạc Hội nghị toàn quốc lần thứ nhất Liên hiệp các tổ chức Hòa bình, Đoàn kết, Hữu nghị của Việt Nam. Cũng năm này, Việt Nam thiết lập quan hệ ngoại giao với nhiều nước châu Phi và châu Mỹ.